# Promedio de bateo
El promedio o porcentaje de bateo (en inglés batting average, abreviado BA o AVG) es la estadística en béisbol que representa la razón entre la cantidad de hits y el número de turnos al bate. La fórmula para esta estadística es {\displaystyle AVG=H/AB}, donde H=hits y AB=turnos al bate. La estadística es representada en sí no como un promedio, sino como un número decimal que representa la fracción formada por la fórmula de la estadística. Si este número decimal se multiplica por 100, entonces la estadística sería representada en forma de porcentaje, aunque es muy poco común verla de esta forma.

## Historia
La estadística fue creada en el siglo XIX, por el inglés Henry Chadwick. Él adaptó el concepto de promedio de bateo del cricket al béisbol, utilizando hits entre turnos al bat en lugar de carreras anotadas entre outs, como se hace en cricket. Esto se debe a que Chadwick notó que hits y turnos al bate son una mejor manera de describir el desempeño individual en béisbol, ya que los hits dependen de la habilidad de cada bateador, mientras que las carreras anotadas dependen también de la habilidad de los otros bateadores del equipo. El uso de turnos al bate en lugar de outs podría deberse a que la estadística es más fácil de interpretar y comparar cuando se ve el porcentaje de turnos al bate de un jugador que son hits que cuando se ve la relación entre hits y outs.
En la actualidad un jugador ha tenido una buena temporada si logra tener una tasa de bateo de.300 o superior. Alcanzar la marca de.400 es algo casi imposible actualmente, y el último jugador que lo logró, con suficientes apariciones al plato como para calificar al título de bateo fue Ted Williams de los Boston Red Sox en 1941.
Para jugadores que no son lanzadores, una tasa de bateo por debajo de.250 es considerado pobre, y uno debajo de.200 es totalmente inaceptable.

## Título de bateo

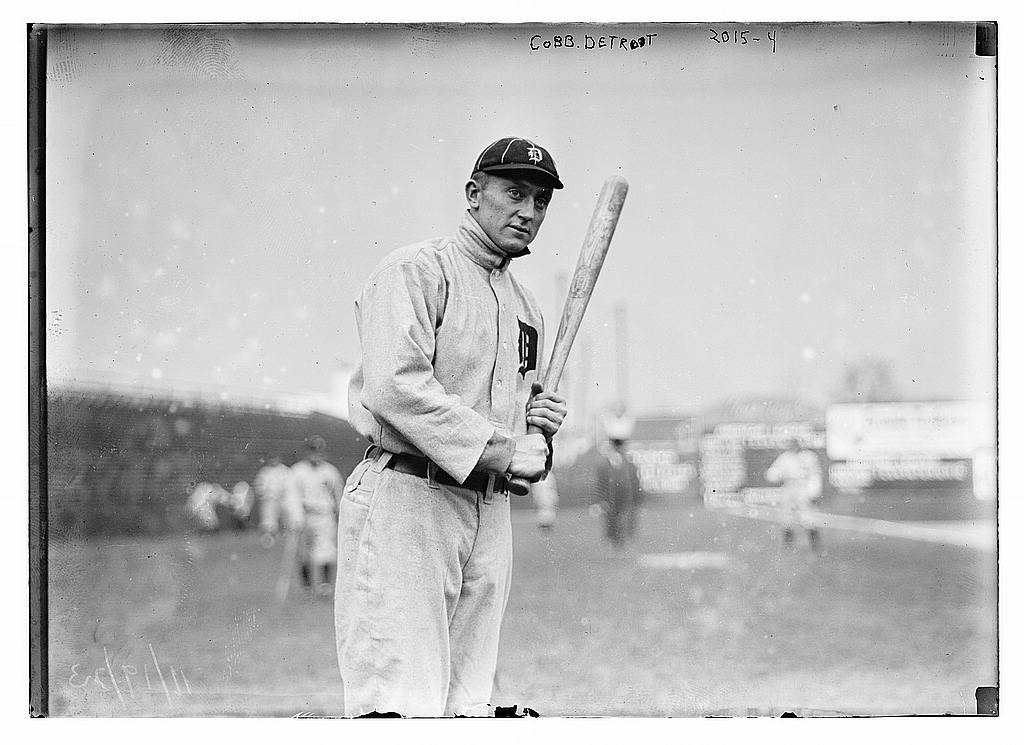
Ty Cobb líder de todos los tiempos en porcentaje de bateo

En las Grandes Ligas de Béisbol el título de porcentaje de bateo se otorga al finalizar la temporada al bateador con el porcentaje de bateo más alto en cada liga. En la Liga Americana, Ty Cobb es el jugador con más títulos de bateo; un total de 12. En la Liga Nacional, Tony Gwynn y Honus Wagner están empatados con 8 títulos de bateo.
Para decidir qué jugadores eran elegibles para el título de bateo, se usaron las siguientes condiciones:
- Antes de 1920: un jugador debía aparecer en el 60% de los partidos jugados por su equipo.
- De 1920 a 1944: un jugador debía aparecer en un mínimo de 100 partidos. Hubo una excepción en 1938: El título de bateo fue otorgada a Jimmie Foxx (que tenía un promedio de bateo de.349 in 149 partidos y 565 turnos al bate), en vez de al novato Taffy Wright (.350 en 100 partidos con solo 263 turnos al bat)).
- De 1945 a 1956: un jugador debía tener 2.6 turnos al bat por partido. Con el calendario de 154 partidos por temporada, eso significaba un total de 400 turnos al bate al final de la temporada. Nota: de 1951 a 1954, si al final de la temporada el líder de bateo no tenía el total de turnos al bate requerido para tener el título, entonces los turnos al bate que le faltaran para ese total se convertían en turnos sin hit (ejemplo: si un jugador acababa la temporada con 395 turnos al bate, los 5 turnos que le faltaron se agregan como turnos sin hit a su total). Si se volvía a calcular su promedio y seguía siendo el más alto, entonces era el campeón de bateo.
- De 1957 al presente: un jugador requiere de 3.1 apariciones al plato (apariciones al plato incluye turnos al bate, bases por bola, bases por golpe, sacrificios y embasado por interferencia) por cada partido jugado por su equipo, lo que, con el calendario de 162 partidos sería 502 apariciones al plato. Con esta nueva condición, los jugadores que recibieran muchas bases por bola y tuvieran pocos turnos al bate serían elegibles al título de bateo. La política aplicada de 1951 a 1954 ha vuelto a ser aplicada desde 1967.

## Líderes históricos
| Posición | Jugador              | Promedio | Equipo(s) | Año(s)                |
| 1        | Ty Cobb              | .366     | Detroit Tigers, Philadelphia Athletics | 1905-1928             |
| 2        | Rogers Hornsby       | .358     | St. Louis Cardinals, St. Louis Browns, Chicago Cubs, New York Giants | 1915-1937             |
| 3        | Shoeless Joe Jackson | .355     | Philadelphia Athletics, Cleveland Indians, Chicago White Sox | 1908-1920             |
| 4        | Lefty O'Doul         | .349     | New York Yankees, Boston Red Sox, New York Giants, Philadelphia Phillies, Brooklyn Dodgers                                                                                     | 1919-1923 y 1928-1934 |
| 5        | Ed Delahanty         | .346     | Philadelphia Phillies, Cleveland Infants, Washington Senators | 1888-1903             |
| 6        | Tris Speaker         | .344     | Boston Red Sox, Cleveland Indians, Washington Senators, Philadelphia Athletics                                                                                                 | 1907-1928             |
| 7        | Billy Hamilton       | .343     | Kansas City Blues, Philadelphia Phillies, Boston Braves | 1888-1901             |
| 8        | Ted Williams         | .344     | Boston Red Sox | 1939-1941 y 1946-1960 |
| 9        | Dan Brouthers        | .342     | Troy Trojans, Buffalo Bisons, Detroit Wolverines, Boston Braves, Boston Reds, Brooklyn Dodgers, Baltimore Orioles, Louisville Colonels, Philadelphia Phillies, New York Giants | 1879-1896 y 1904      |
| 10       | Babe Ruth            | .342     | Boston Red Sox, New York Yankees, Boston Braves | 1914-1935             |